# Ceropegia sepium
Ceropegia sepium är en oleanderväxtart som beskrevs av Defl.. Ceropegia sepium ingår i släktet Ceropegia och familjen oleanderväxter. Inga underarter finns listade i Catalogue of Life.